# Deutsches Institut für Interne Revision
Das Deutsche Institut für Interne Revision (DIIR) ist der Berufsverband der Internen Revisoren in Deutschland. Der eingetragene Verein mit Sitz in Frankfurt am Main unterstützt die Fach- und Führungskräfte der Internen Revision in ihren Prüfungs- und Beratungsaufgaben, z. B. durch die Entwicklung von Qualitäts- und Verfahrensstandards, durch Tagungen und Seminare sowie durch Zertifizierungen und Berufsexamina. Die Mitglieder stammen aus dem Mittelstand und großen Konzernen, aus dem Finanzdienstleistungs- und Industriesektor sowie aus öffentlichen Institutionen. Neben rund 2.000 persönlichen Mitgliedern aus allen Bereichen der Wirtschaft, der Wissenschaft und der Verwaltung haben sich rund 790 Unternehmen und Organisationen im DIIR zusammengeschlossen (Stand: Ende 2017).

## Geschichte
Das DIIR wurde am 8. November 1958 in Frankfurt am Main gegründet. Seit 1983 ist es Mitglied der European Confederation of Institutes of Internal Auditing (ECIIA). Am 5. Juli 1995 trat das DIIR in Paris dem Institute of Internal Auditors (IIA) bei, dem 1941 gegründeten Revisionsweltverband. Seit 1998 nimmt das DIIR das weltweit anerkannte Examen zum Certified Internal Auditor (CIA) ab. 
Im Jahr 1966 erschien erstmals die vom DIIR herausgegebene Zeitschrift Interne Revision (ZIR), die sechsmal jährlich erscheint.

## Struktur
Die Aufgaben der Organe des Instituts sind in einer Satzung festgelegt. Das DIIR wird von einem ehrenamtlichen Vorstand geführt. Die Vorstände werden jeweils für eine Dauer von drei Jahren von der Mitgliederversammlung gewählt. Der Vorstand wird von einem Verwaltungsrat unterstützt, der den Vorstand in allen wichtigen Angelegenheiten berät und seine Geschäftsführung überwacht.
Der Vorstand wird von einem Programmausschuss in der Planung und Lenkung der Institutsarbeit unterstützt. Der Programmausschuss beschäftigt sich mit der Ausrichtung und Strategie des DIIR, beobachtet neue Entwicklungen der Internen Revision und gibt Stellungnahmen zu Entwicklungen oder Projekten des Instituts ab.
Das DIIR fördert die innovative und praxisbezogene Forschung auf dem Gebiet der Internen Revision durch zahlreiche Kontakte zu Hochschulen und Wissenschaftlern. Zu diesem Zweck hat das Institut einen Wissenschaftlichen Beirat berufen.

## Aufgaben
Das Institut bringt sich in berufsspezifische Konsultationen auf deutscher und – durch Vernetzung mit der European Confederation of Institutes of Internal Auditing (ECIIA) und dem Institute of Internal Auditors (IIA) – auf internationaler Ebene ein. Es dient als Plattform der Internen Revision.
Zu den weiteren Aufgaben des DIIR gehören:
- DIIR-Akademie: Durchführung von Seminaren zur Aus- und Weiterbildung der Internen Revisoren, Durchführung von Tagungen und Kongressen.
- Durchführung der Zertifizierung zum Certified Internal Auditor (CIA), zum Certified Financial Services Auditor (CFSA), zum Certified Government Audit Professional (CGAP) sowie zur Certification in Control Self Assessment (CCSA) und zur Certification in Risk Management Assurance (CRMA). Bei diesen Zertifizierungen handelt es sich um weltweit durch das IIA einheitlich angebotene Berufsqualifikationen. Das DIIR selbst bietet außerdem das Berufsexamen zum Internen RevisorDIIR an.
- Fachliche Grundsatzarbeit, z. B. durch die Publikation von DIIR-Revisionsstandards, Verlautbarungen und Positionspapieren.
- Einrichtung von ständigen Arbeitskreisen zu Spezialthemen der Internen Revision und aus den verschiedenen im Institut vertretenen Branchen zur Erarbeitung von praktischen Prüfungsleitlinien.
- Herausgabe der Zeitschrift Interne Revision sowie der DIIR-Schriftenreihe.

## DIIR-Revisionsstandards
Standards bilden qualitative Maßstäbe für die Revisionsarbeit ab. Neben den Internationalen Standards für die beruflichen Grundlagen der Internen Revision des Institute of Internal Auditors (IIA) hat das DIIR ergänzend zu verschiedenen Themen die folgenden deutschen Revisionsstandards entwickelt und veröffentlicht:
- DIIR-Revisionsstandard Nr. 1: Zusammenarbeit von Interner Revision und Abschlussprüfer – Stand Dezember 2017 war dieser Standard außer Kraft gesetzt und befand sich in Überarbeitung.[10]
- DIIR-Revisionsstandard Nr. 2: Prüfung des Risikomanagementsystems durch die Interne Revision[11]
- DIIR-Revisionsstandard Nr. 3: Prüfung von Internen Revisionssystemen – seit April 2017 nahezu deckungsgleich mit dem Wirtschaftsprüfer-Standard IDW PS 983 Grundsätze ordnungsgemäßer Prüfung von Internen Revisionssystemen[12][13]
- DIIR-Revisionsstandard Nr. 4: Prüfung von Projekten[14]
- DIIR-Revisionsstandard Nr. 5: Prüfung des Anti-Fraud-Management-Systems[15]

## Organisation

### Vorstand
Der Vorstand des DIIR besteht aus:
- Thomas Berger, Sprecher des Vorstands des DIIR, Director Group Audit, Risk & Control, TUI
- Sabine Scholz, Stellvertretende Sprecherin des Vorstands, Leiterin Internal Audit, Fresenius
- Ulrich Boettger, Leiter Corporate Audit, BASF
- Andrea Bracht, Leiterin Group Audit, Commerzbank
- Peter Fey, Leiter Internal Audit, SMS GmbH
- Stephan Lauer, Leiter der Internen Revision, KfW-Bankengruppe
- Jens Motel, Leiter Interne Revision, Bundesamt für Wirtschaft und Ausfuhrkontrolle
- Andreas Neuburger, Leiter Konzernrevision, Wüstenrot & Württembergische
- Markus Wißmann, Senior Vice President, Audit, Asset Protection & Governance, METRO

### Verwaltungsrat
Der Verwaltungsrat des DIIR setzt sich zusammen aus:
- Georg Klein, Vorsitzender des Verwaltungsrates, Head of Assurance / Chief Auditor, Siemens
- Thomas Amling, Stellvertretender Vorsitzender des Verwaltungsrates, HTWK Leipzig
- Axel Becker, Geschäftsführer und Inhaber, Regulartech-IT-Audit-Consult
- Maria Engels, Geschäftsführerin, Schmalenbach-Gesellschaft
- Uwe Kurt Krebs, Mitglied des Vorstandes, Donner & Reuschel
- Thomas Küster, Wirtschaftsprüfer/Steuerberater, Partner PricewaterhouseCoopers
- Brigitte Mandt, Präsidentin des Landesrechnungshofs Nordrhein-Westfalen
- Barbara Schattmaier, Geschäftsführende Gesellschafterin, Paul Lange & Co.
- Markus Warncke, Mitglied des Vorstands, Villeroy & Boch

### Wissenschaftlicher Beirat
Mitglieder des Wissenschaftlichen Beirats des DIIR sind:
- Marc Eulerich, Universität Duisburg-Essen,
- Ulrich Bantleon, Hochschule Offenburg,
- Anne d’Arcy, Wirtschaftsuniversität Wien,
- Anja Hucke, Universität Rostock,
- Burkhard Pedell, Universität Stuttgart und
- Nicole Ratzinger-Sakel, Universität Hamburg.

## Geschäftsstelle
Die Geschäftsstelle des DIIR in Frankfurt am Main unterstützt die Arbeit des Instituts durch Organisation von Seminaren und Tagungen, Betreuung von Arbeitskreisen, Mitgliederverwaltung, Durchführung der Zertifizierungen, Durchführung von Fachprojekten, Herausgabe von Publikationen und Kontakte zu den Projekten des IIA. Die Geschäftsstelle wird von der hauptamtlichen Geschäftsführerin des DIIR, Dorothea Mertmann geleitet.

## Förderpreis
Alle zwei Jahre vergibt das DIIR einen Förderpreis Interne Revision. Prämiert werden „hervorragende Beiträge aus Wissenschaft und Praxis, die sich mit der Internen Revision u. a. in Unternehmen, Behörden, Verbänden oder anderen Institutionen befassen.“

### Preisträger
Den DIIR-Förderpreis gewannen bisher:
- 1997
  - Christian Grebien: Interne Revision im Bankbereich – unter Berücksichtigung der Verhältnisse in der Schweiz, in Deutschland und in den USA
  - Heinz Königsmaier: Der optimale Prüfzeitpunkt in der Internen Revision – Ein Beitrag zur Lösung des "audit-timing-Problems
  - Kerstin Rösch: Stand und Weiterentwicklung von Grundsätzen der Internen Revision
  - Christine Brand-Noé: Zur Prüfung von Prozessen zur Veränderung der Unternehmenskultur
- 2001
  - Andrea Lauterbach: Revision im Informationsmanagement – Entwicklung einer Checkliste
  - Jörg Hunecke: Interne Beratung durch die Interne Revision – Herausforderung und Chance für den Berufsstand der Internen Revisoren
- 2003
  - Stefan Blümel, Henrik Haeußler, Stephan Pröbsting: Wissensmanagement als Erfolgsfaktor für eine international tätige Interne Revision
  - Jürgen Preis: Statistische Qualitätskontrolle mit sequentiellen Testverfahren bei Einzelfallprüfungen – Eine Excel-Anwendung
  - Alexander Schröder: Prüfungsplanung der Internen Revision im internationalen Industriekonzern
- 2005
  - Markus Warncke: Prüfungsausschuss und Corporate Governance – Einrichtung Organisation und Überwachungsaufgabe
  - Veronika Bachmann: Entwicklung eines Risikofrühwarnsystems für einen mittelständischen Versicherungsmakler am Beispiel der Aktiv AG
  - Sören Abendroth: Auswirkungen des bankwirtschaftlichen Strukturwandels auf Interne und externe Revision – eine theoretische und empirische Analyse unter besonderer Berücksichtigung des Kreditgeschäftes
  - Axel Becker: Auswirkungen von Basel II auf die Tätigkeit der Internen Revision
- 2007
  - Andri Arn: Karrierewege der Internen Auditoren – Eine empirische Analyse in der Schweiz
  - Matthias Baumgarten: Systemgestützte Analyse von Massendaten im Rahmen der Filialrevision zur Aufdeckung intern verursachter Unregelmäßigkeiten – Dargestellt am Beispiel eines filialisierten Einzelhandelsunternehmens
  - Andrea Gleichauf: Ansätze für die Prüfung barwertiger Zinsbuchsteuerung
  - Ulf Gronewold: Die Beweiskraft von „Beweisen“ – „Audit Evidence“ bei betriebswirtschaftlichen Prüfungen
- 2010
  - Andre Heerlein: Einflussfaktoren auf die Kapazität der Internen Revision
  - Nicole Hess: Internes Audit in universitären Hochschulen – Theorie und international empirische Befunde
  - Alexander Stehle: Analyse der Möglichkeiten zur Operationalisierung und Messung der Qualität von Dienstleistungen der Internen Revision
  - Stefan Tönnissen: Entwicklung eines Modells zur Prüfung der IT-Governance für den Konzern Schmitz Cargobull in Anlehnung an den Standard COBIT unter Berücksichtigung der besonderen Anforderungen der Konzernrevision
- 2011
  - Angelika Paul: Direktes Auskunftsrecht des Aufsichtsorgans gegenüber der Internen Revision in den MaRisk – Eine juristische und empirische Analyse
  - Florian Hoos: Effective Corporate Governance: Experimental Evidence on Internal Auditors' Judgments and the Contribution of Financial Accounting Education
- 2013
  - Rainer Lenz: Insights into the effectiveness of internal audit: a multi-method and multi-perspective study
  - Mirko Mertenskötter: Qualität, Vertrauen und Akzeptanz im Kontext der Internen Revision
  - Markus Rogowski: Interne Revision in der gesetzlichen Unfallversicherung. Einflussfaktoren für die Bestimmung einer angemessenen Revisionskapazität und Erfolgskriterien zur Gestaltung einer effektiven Revisionsfunktion
  - Knut Sauthoff: Einführung einer risikoorientierten Prüfungsplanung in der Internen Revision am Beispiel von HAVI Logistics Europe
- 2015
  - Stefan Hübner: Qualität und Vertrauen als Determinanten des Wertbeitrages der Internen Revision
  - Philipp Henrizi: Zusammenarbeit von Interner und externer Revision
  - Fabian Broer: Die Interne Revision im Public Sector – Organisation, Besonderheiten und Probleme der Internen Revision am Beispiel öffentlicher Hochschulen
  - Friedrich Chr. Ross: Anwendung der ISO/IEC 15504 auf IR-Prozesse – Entwicklung eines normgerechten Prozess-Assessmentmodells für die Interne Revision
  - Annemarie Maruck: Die Entwicklung des Berufsbildes Revisor: Eine empirische Untersuchung zum aktuellen Entwicklungsstand des kaufmännischen Revisors in Deutschland
  - Katharina Kneisel: Postakquisitionsaudits als Reaktion auf den Compliance Due Dilligence Bericht
- 2017
  - Artur Kalinichenko: Continuous Auditing im Kontext der Internen Revision - Eine theoretische und empirische Untersuchung der Einflussfaktoren auf die Anwendung des Continuous-Auditing-Ansatzes in der Internen Revision
  - Christoph Schmidt: Ist Rotation ein effektives Instrument zur Steigerung der Objektivität Interner Revisoren?
  - Ronja Krane: Die Kommunikation zwischen Interner Revision und geprüfter Einheit im internationalen Umfeld
- 2019
  - Benjamin Fligge: Kommunikation in der Internen Revision: Eine empirische Analyse der Prüfungsankündigung
  - Tino Garbe: Revisionsarbeit in der gesetzlichen Unfallversicherung. Eine Untersuchung zum Entwicklungsstand aus Sicht der Revisoren
  - Julia von Salzen: Der Einfluss der Persönlichkeit auf die berufliche Orientierung von Revisoren – eine empirische Analyse
  - Thilo Schommer: Agile Auditing – Empirische Studie zu Akzeptanzfaktoren und Hindernissen bei der Implementierung in nationalen und internationalen Innenrevisionen
  - Elisa Wanner: Erstellung eines risikoorientierten Revisionsplans zur Beurteilung der Informationssicherheit am Beispiel der Hubert Burda Media Holding KG